# 小行星4058
小行星4058（4058 Cecilgreen）是一颗绕太阳运转的小行星，为主小行星带小行星。该小行星于1986年5月4日发现。

## 轨道参数
小行星4058的轨道半长轴为3.0119513 UA，离心率为0.099。
| 前一小行星： 小行星4057 | 小行星列表 | 後一小行星： 小行星4059 |